# 乳突拟耧斗菜
乳突拟耧斗菜（学名：Paraquilegia anemonoides）为毛茛科拟耧斗菜属下的一个种。